# Charençac
Charensat és un municipi francès situat al departament del Puèi Domat i a la regió d'Alvèrnia-Roine-Alps. L'any 2007 tenia 505 habitants.

## Demografia

### Població
El 2007 la població de fet de Charensat era de 505 persones. Hi havia 201 famílies de les quals 67 eren unipersonals (24 homes vivint sols i 43 dones vivint soles), 59 parelles sense fills, 55 parelles amb fills i 20 famílies monoparentals amb fills.
La població ha evolucionat segons el següent gràfic:
Habitants censats

### Habitatges
El 2007 hi havia 369 habitatges, 208 eren l'habitatge principal de la família, 134 eren segones residències i 26 estaven desocupats. 359 eren cases i 10 eren apartaments. Dels 208 habitatges principals, 178 estaven ocupats pels seus propietaris, 23 estaven llogats i ocupats pels llogaters i 8 estaven cedits a títol gratuït; 1 tenia una cambra, 9 en tenien dues, 27 en tenien tres, 48 en tenien quatre i 124 en tenien cinc o més. 121 habitatges disposaven pel capbaix d'una plaça de pàrquing. A 93 habitatges hi havia un automòbil i a 88 n'hi havia dos o més.

### Piràmide de població
La piràmide de població per edats i sexe el 2009 era:
| Homes | Edats   | Dones |
| ----- | ------- | ----- |
| 0     | 95 o +  | 0     |
| 4     | 90 a 94 | 8     |
| 0     | 85 a 89 | 16    |
| 8     | 80 a 84 | 4     |
| 20    | 75 a 79 | 20    |
| 24    | 70 a 74 | 28    |
| 28    | 65 a 69 | 24    |
| 24    | 60 a 64 | 24    |
| 20    | 55 a 59 | 4     |
| 20    | 50 a 54 | 20    |
| 20    | 45 a 49 | 32    |
| 16    | 40 a 44 | 8     |
| 16    | 35 a 39 | 12    |
| 8     | 30 a 34 | 12    |
| 28    | 25 a 29 | 12    |
| 4     | 20 a 24 | 16    |
| 12    | 15 a 19 | 32    |
| 16    | 10 a 14 | 8     |
| 12    | 5 a 9   | 0     |
| 4     | 0 a 4   | 8     |

## Economia
El 2007 la població en edat de treballar era de 290 persones, 201 eren actives i 89 eren inactives. De les 201 persones actives 190 estaven ocupades (108 homes i 82 dones) i 11 estaven aturades (3 homes i 8 dones). De les 89 persones inactives 35 estaven jubilades, 20 estaven estudiant i 34 estaven classificades com a «altres inactius».

### Ingressos
El 2009 a Charensat hi havia 219 unitats fiscals que integraven 482,5 persones, la mediana anual d'ingressos fiscals per persona era de 13.367 €.

### Activitats econòmiques
Dels 30 establiments que hi havia el 2007, 1 era d'una empresa alimentària, 2 d'empreses de fabricació d'altres productes industrials, 3 d'empreses de construcció, 7 d'empreses de comerç i reparació d'automòbils, 4 d'empreses de transport, 4 d'empreses d'hostatgeria i restauració, 1 d'una empresa financera, 1 d'una empresa immobiliària, 1 d'una empresa de serveis, 4 d'entitats de l'administració pública i 2 d'empreses classificades com a «altres activitats de serveis».
Dels 10 establiments de servei als particulars que hi havia el 2009, 1 era una oficina de correu, 2 funeràries, 1 taller de reparació d'automòbils i de material agrícola, 1 paleta, 1 guixaire pintor, 1 empresa de construcció i 3 restaurants.
Dels 3 establiments comercials que hi havia el 2009, 1 era una botiga de menys de 120 m², 1 una fleca i 1 una carnisseria.
L'any 2000 a Charensat hi havia 50 explotacions agrícoles que ocupaven un total de 2.535 hectàrees.

## Equipaments sanitaris i escolars
El 2009 hi havia una escola elemental integrada dins d'un grup escolar amb les comunes properes formant una escola dispersa.

## Poblacions més properes
El següent diagrama mostra les poblacions més properes.